# LHS 1140 b
LHS 1140b是一顆位於鯨魚座的超級地球，圍繞紅矮星LHS 1140運行，距離地球48光年。

## 如何發現
LHS 1140b是由MEarth計劃發現的，這使用了高精度徑向速度行星搜索器（HARPS）進行的多普勒光譜觀測，而證實了它的存在。

## 特徵

### 主星
LHS 1140b距離主星LHS 1140 1309萬公里（0.09個天文單位）運行，它以大約25天的周期公轉。主星距離只有太陽到地球距離的8%，但由於LHS 1140只是一顆質量和半徑比太陽小15%的小紅矮星，所以熱量和能量由LHS 1140b接收到的，只是大約是地球接收到的陽光量的一半。

### 質量和半徑
LHS 1140 b質量約為地球的6.7±1.8倍，半徑約為地球的1.4±0.1倍。它的質量比地球還大，因此LHS 1140b很可能是超級地球。由於相對於質量半徑小、密度高，所以表面的重力是地球的三倍以上。自誕生以來已經超過50億年。

### 溫度
LHS 1140 b表面溫度為230K（-43°C）。由於主星LHS 1140不是活躍的恆星，使其不受強輻射的影響，因此如果有大氣產生溫室效應，諸如液態水和生命的存在是可能的。

## 大氣
LHS 1140b是一顆距離相對較短的行星，距離地球約48光年。此外，還能觀測到行星在恆星前方經過的凌日，並有可能得知行星的大氣成分。未來還會計劃用哈勃太空望遠鏡觀測LHS 1140b。
| 條件            | 地球 | LHS 1140b | LHS 1140b | LHS 1140b |
| --------------- | ---- | --------- | --------- | --------- |
| 球面反照率      | 0.3  | 0.9       | 0.6       | 0.3       |
| 沒有溫室效應    | -17℃ | -149℃     | -98℃      | -72℃      |
| +地球的溫室效應 | 15℃  | -117℃     | -66℃      | -40℃      |